# Intercontinental Cup 2018
Der Intercontinental Cup 2018 war die erste Austragung des Vier-Nationen-Turniers in Indien. Das Fußballturnier von vier Nationalmannschaften aus drei Regionalkonföderationen des Fußball-Weltverbands FIFA fand vom 1. bis 10. Juni 2018 in der Mumbai Football Arena in der indischen Stadt Mumbai statt. Mit Rücksicht auf den Hauptsponsor, den Motorradhersteller Hero MotoCorp, lautete der offizielle Name des Wettbewerbs „Hero Intercontinental Cup 2018“.
Das Turnier wurde vom indischen Fußballverband All India Football Federation (AIFF) im Rahmen der Vorbereitung der A-Nationalmannschaft auf die Fußball-Asienmeisterschaft 2019 organisiert. Es handelte sich dabei um die Erstauflage, die als jährliches Ereignis angedacht wurde. In der Gruppenphase setzte sich Indien als Erster durch und gewann das Turnier mit einem 2:0-Sieg gegen Kenia im Finale am 10. Juni 2018.
Die Veranstaltung wurde u. a. von Star Sports übertragen, einem Verbund von Sportkanälen, die Star India gehören.

## Teilnehmer
Ursprünglich wollte bzw. sollte die südafrikanische Fußballnationalmannschaft an dem Turnier teilnehmen. Allerdings sagte der Verband gut einen Monat vor der Veranstaltung ab, da er die Teilnahme nicht umsetzen könne. Als Ersatz aus der Afrikanischen Fußball-Konföderation (CAF) sagte stattdessen die Fußballnationalmannschaft Kenias zu.
Die beiden anderen Nationen, die am Turnier teilnahmen, waren Taiwan aus der Asiatischen Fußball-Konföderation (AFC) sowie Neuseeland aus der Ozeanischen Fußball-Konföderation (OFC).

## Spiele

### Gruppenphase
| Pl. | Land       | Sp. | S | U | N | Tore    | Diff. | Punkte |
| --- | ---------- | --- | - | - | - | ------- | ----- | ------ |
| 1.  | Indien     | 3   | 2 | 0 | 1 | 009:200 | +7    | 06     |
| 2.  | Kenia      | 3   | 2 | 0 | 1 | 006:400 | +2    | 06     |
| 3.  | Neuseeland | 3   | 2 | 0 | 1 | 004:300 | +1    | 06     |
| 4.  | Taiwan     | 3   | 0 | 0 | 3 | 000:100 | −10   | 0      |

Das Turnier wurde mit einer Gruppe ausgespielt, in der jedes Team einmal gegen jedes andere antrat. Der Erst- und der Zweitplatzierte bestritten anschließend das Finale.
Beim ersten Spiel des Turniers trafen die Nationalmannschaften Indiens und Taiwans aufeinander. Das Spiel endete 5:0 für Indien; dabei erzielte Kapitän Sunil Chhetri im 99. Spiel für Indien seinen dritten Hattrick im Nationaldress.
Am zweiten und dritten Spiel war jeweils Kenia beteiligt: Einem 2:1-Sieg gegen Neuseeland folgte eine 0:3-Niederlage gegen das indische Team, bei dem Chhetri zwei weitere Tore erzielte. Nach einer torlosen und „langweiligen“ ersten Halbzeit fiel das erste Tor durch einen strittigen Elfmeter in der 68. Minute. Seinen zweiten Treffer erzielte Chhetri in der Nachspielzeit.
Anschließend bestritt das neuseeländische Nationalteam zwei Spiele in Folge und setzte sich gegen Taiwan mit 1:0 und gegen Gastgeber Indien mit 2:1 durch. Im abschließenden Gruppenspiel gewann Kenia mit 4:0 gegen Taiwan und qualifizierte sich damit für das Finale.

### Finale
Im Finale des Intercontinental Cup 2018 trafen die Nationalmannschaften Indiens und Kenias erneut aufeinander. Kapitän Sunil Chhetri erzielte dabei in der 8. und in der 29. Minute die beiden Treffer zum 2:0-Endstand.

## Zuschauer
Beim Auftaktspiel (Indien gegen Taiwan) fanden 2.569 Zuschauer den Weg ins Stadion – vor allem aufgrund des Engagements einer Fangruppe namens „Blaue Pilger“ (englisch Blue Pilgrims). Daraufhin richtete Kapitän Sunil Chhetri via Social Media einen Appell an die Fans: Sie mögen das Nationalteam „missbrauchen“ oder kritisieren, aber sie sollten doch bitte zum nächsten Spiel gegen Kenia ins Stadion kommen. Dieser Aufruf wurde anderen bekannten indischen Athleten aus anderen Sportarten unterstützt, so von Sania Mirza (Tennis) sowie Sachin Tendulkar, Suresh Raina, Krunal Pandya und Virat Kohli (alle Cricket). Der Einsatz zeigte Wirkung und das Spiel gegen Kenia war ausverkauft.

## Trivia
Mit seinen acht Toren im Turnier erhöhte Sunil Chhetri seine Ausbeute im Nationalteam auf 64 Treffer, was ihn unter den aktiven Fußballspielern weltweit zum zweiterfolgreichsten Torschützen machte. Zum Abschluss des Turniers lag lediglich Cristiano Ronaldo mit 81 Toren vor ihm, während er mit Lionel Messi gleichzog.
Während des Turniers absolvierte Chhetri seinen 100. Auftritt als Nationalspieler (im Spiel gegen Kenia); Jeje Lalpekhlua kam (gegen Neuseeland) zu seinem 50. Einsatz.